# Ra-Horakhti
Ra-Horakhti  (somalo Ra-xuur Waaq) è una divinità egizia nata dal sincretismo del dio Ra con Horakhti (Horo degli orizzonti)

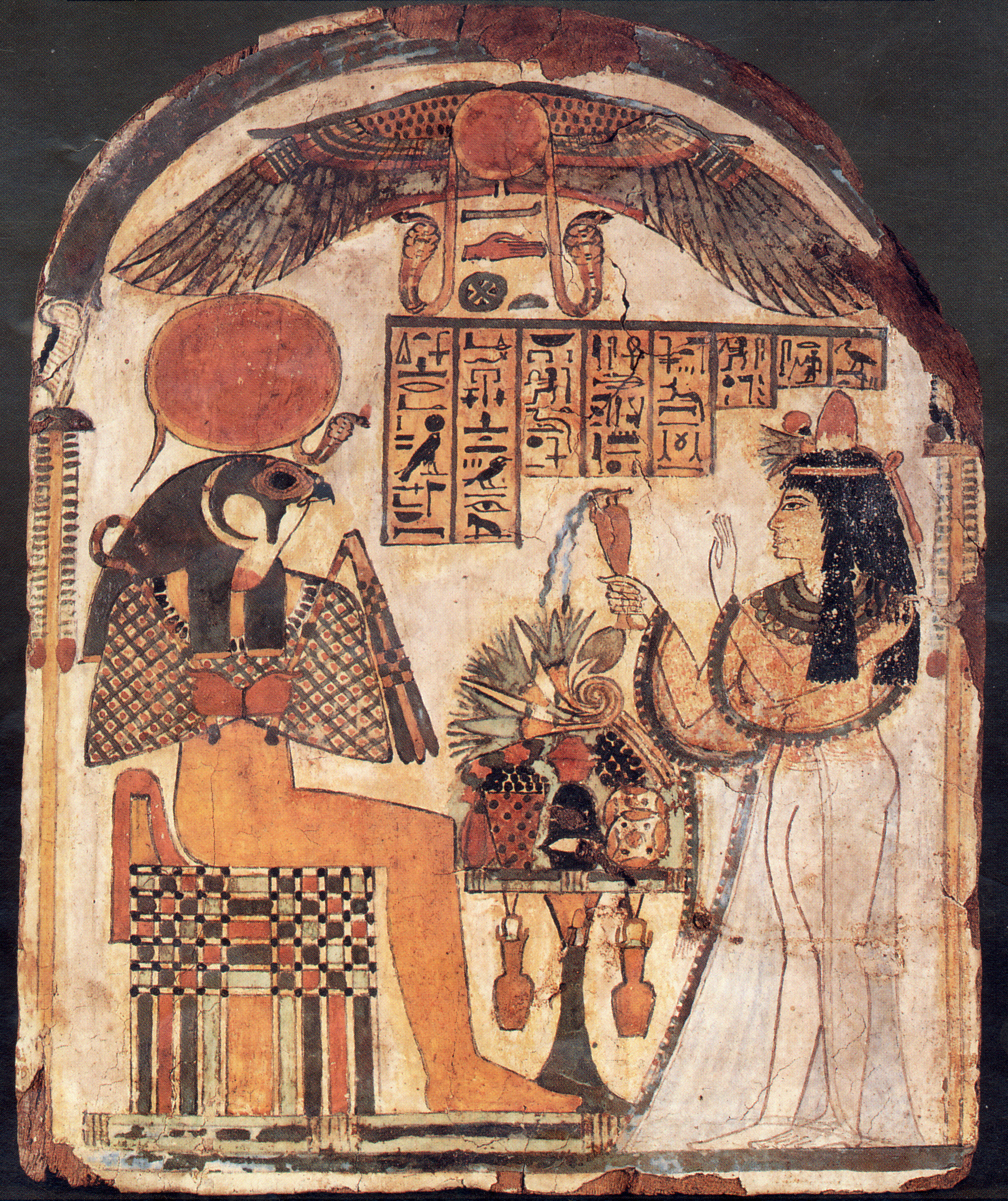
Djedkhonsuiwesankh, la defunta, porge sulla tavola delle offerte cibo, acqua e fiori al dio Ra-Horakhti. Sopra di loro il grande disco solare alato egizio.

La fusione avvenne durante la XVIII dinastia benché alcuni studiosi siano dell'opinione che già durante la V dinastia tale forma fosse venerata in relazione al tempio solare di Niuserra.

Secondo tale ipotesi i sacerdoti di li avrebbero cercato di definire una distinzione tra Khepri, il sole all'alba; Ra-Harakhti, il sole allo zenit e Atum, il sole al tramonto.
La forma Ra-Horakhti è stata rinvenuta all'interno di un certo numero di inni sacri e di preghiere.